# Hhukwini
Hhukwini es un tinkhundla situado en el distrito de Hhohho de unos 10000 habitantes.